# Eogranivora
Eogranivora is een geslacht van uitgestorven vogels uit het Vroeg-Krijt van het huidige China, behorend tot de Ornithuromorpha. De enige benoemde soort is Eogranivora edentulata.

## Vondst en naamgeving
In 2011 werd een vogelfossiel, specimen STM35-3 gevonden bij Dawangzhangzi, toegewezen aan Hongshanornis. Daarna bleek echter dat die laatste vorm, anders dan eerst aangenomen, tanden bezat en STM35-3 niet. Nader onderzoek wees uit dat het een aparte soort betrof.
In 2018 werd de typesoort Eogranivora edentulata benoemd en beschreven door Zheng Xiaoting, Jingmai Kathleen O’Connor, Wang Xiaoli, Wang Yan en Zhou Zhonghe. De geslachtsnaam combineert een Oudgrieks èoos, 'dageraad', met een Neolatijn granivora, in de bedoelde betekenis van 'zaadeter'. Eigenlijk had dit 'granivorus' moeten zijn. Dit is een verwijzing naar het feit dat de soort een van de oudste bekende zaadetende vogels is en de oudste ornithuromorf met die aanpassing. De soortaanduiding betekent 'tandeloos' in het Latijn, een verwijzing naar het kenmerk dat de aanleiding was de soort te identificeren.
Het holotype STM35-3 is gevonden in een laag van de Yixianformatie die dateert uit het vroege Aptien en ongeveer 125 miljoen jaar oud is. Het bestaat uit een vrijwel compleet skelet met schedel platgedrukt tussen een plaat en tegenplaat. De platen zijn ongelukkig gespleten waarbij veel botten overlangs meespleten. Het skelet ligt grotendeels in verband. Uitgebreide maar vage resten van het verenkleed zijn bewaard gebleven. Daarnaast bewaart het fossiel de krop met zaden en een voormaag met maagstenen.

## Beschrijving

### Grootte en onderscheidende kenmerken
Het lichaam van Eogranivora is een kleine dertig centimeter lang.
De beschrijvers wisten enkele onderscheidende kenmerken vast te stellen. Het gaat om een unieke combinatie van eigenschappen die op zich niet uniek zijn. Zowel de bovenkaken als de onderkaken zijn geheel tandeloos. De onderkaken zijn vooraan over een vijfde deel van hun lengte vergroeid tot een stevige symfyse. Het ravenbeksbeen heeft geen duidelijk uitsteeksel voor het contact met de zijkant van het borstbeen. De buitenste en tussenliggende achterste uitsteeksels van het borstbeen zijn dun en reiken even ver naar achteren. Het centrale zwaardvormig uitsteeksel aan de achterrand van het borstbeen is V-vormig. De eerste vinger is kort doch robuust. Het schaambeen heeft bovenaan een naar boven en binnen gericht driehoekig uitsteeksel op een derde van de schachtlengte. Het eerste middenvoetsbeen met teen ontbreken geheel.
Michael Mortimer suggereerde in 2018 dat het afwijkende uitsteeksel van het schaambeen in feite het normale profiel was van het zitbeen dat door de manier waarop de platen waren gespleten makkelijk voor het schaambeen kon zijn aangezien.

### Skelet
Eogranivora lijkt erg op Hongshanornis in de spitse snuit en de vorm van het borstbeen en het opperarmbeen. Een verschil is het ontbreken van een opgaande tak van het bovenkaaksbeen. De schedelbeenderen zijn erg teer gebouwd, net als bij moderne vogels. De neusbeenderen zijn wellicht geheel gescheiden door de achterste takken van de praemaxillae. Het neusbeen heeft geen neergaande tak naar het bovenkaaksbeen. Het is de eerste keer dat dentaria vergroeid tot een symfyse zijn waargenomen bij een ornituromorf uit het Onder-Krijt. Verder zijn ook de onderkaaksbeenderen teer gebouwd.
De staart heeft zes doosvormige 'vrije' wervels gevolgd door een klein driehoekig pygostyle.
De arm is 35% langer dan de achterpoot; bij Hongshanornis is de voorpoot juist een stuk korter. Het vorkbeen is dun en U-vormig. Het borstbeen is relatief klein. De dunne buitenste uitsteeksels eindigen in een waaiervormige verbreding. Het eerste middenhandsbeen is bijna even breed als het tweede. Het eerste kootje van de eerste vinger is het langste element in de hand. De eerste handklauw is robuust. De derde vinger is sterk gereduceerd en heeft maar twee kootjes waarvan het uiterste een minuscule klauw is.
In het bekken is het voorblad van het darmbeen de helft langer dan het achterblad en heeft een afhangende haakvormige punt. De schaambeenderen zijn teer gebouwd en onderaan niet over een grote lengte verbonden. Het dijbeen is robuust. Het onderbeen is zonder voet een derde langer dan het bovenbeen. Het kuitbeen eindigt halverwege de tibiotarsus. Aan geen van beide voeten is een eerste teen te zien; wellicht ontbrak deze geheel zodat de formule van teenkootjes 0-3-4-5-0 zou zijn. De voorlaatste teenkootjes zijn niet speciaal verlengd zoals bij boombewoners wel het geval is.

## Fylogenie
Eogranivora werd in de Ornithuromorpha geplaatst. Een kladistische analyse toonde een basale positie als deel van een polytomie of 'kam' van basale ornithuromorfen die onder de Hongshanornithidae in de stamboom stonden maar boven Archaeorhynchus.

## Levenswijze
De vondst van een krop met zaden toont ondubbelzinnig aan dat Eogranivora een zaadeter is. Het is het enige Mesozoïsche lid van de Ornithuromorpha waarin zaden zijn aangetroffen — moderne vogels, alle tot deze klade behorend, hebben vele zaadeters in hun gelederen. De gastrolieten zijn geen zekere aanwijzing voor het eten van zaden want die worden door moderne vogels ook gebruikt om insecten of schelpdieren te kraken. Het ontbreken van bewijs sluit echter niet uit dat sommige soorten wel degelijk voornamelijk zaden aten. Dat blijkt uit de talrijke fossielen van de veel basalere vogels Jeholornis en Sapeornis waarvan maar een klein percentage de zaden echt bewaard heeft. De tandeloosheid wordt door de beschrijvers gezien als een aanpassing aan het eten van zaden: de kleine tandjes van vogels waren niet instaat de zaden te kauwen en zaten maar in de weg bij het naar binnen werken ervan. Ze zien een parallel met de tandeloosheid en maagstenen van de vermoedelijk herbivore afgeleide Ornithomimosauria en Oviraptorosauria. Ze geven echter toe dat Jeholornis en Sapeornis nog wel tanden hadden zodat het verband niet eenduidig is. Ornithuromopha met grotere tanden hebben vaak grotere maagstenen en die zouden weleens omnivoor kunnen zijn geweest. Grotere massa's kleine maagsteentjes zoals bij Eogranivora zouden dan wijzen op een puur herbivore levenswijze.
Indien het verlies van de eerste teen authentiek is — het zou de eerste keer zijn dat dit bij een vogel uit het Onder-Krijt is waargenomen — dan zou het kunnen wijzen op een leven als bodembewoner die zich niet meer met een teen aan een tak hoefde vast te klemmen. Veel moderne vogels zonder eerste teen zijn grote loopvogels, of kleine vormen die op de grond bewegen.